# Zelleria haimbachi
Zelleria haimbachi là một loài bướm đêm thuộc họ Yponomeutidae. Loài này có ở British Columbia phía nam of 520 latitude. It also occurs phía đông đến Québec và phía nam đến California.
Sải cánh dài khoảng 13 mm.
Ấu trùng ăn Pinus banksiana, Pinus contorta và Pinus ponderosa, và less frequently Pinus resinosa, Pinus banksiana, Pseudotsuga menziesii subsp. glauca, Pinus sylvestris và Picea glauca. 